# Liste der Naturdenkmale im Amt Stavenhagen
Die Liste der Naturdenkmale im Amt Stavenhagen nennt die Naturdenkmale im Amt Stavenhagen im Landkreis Mecklenburgische Seenplatte in Mecklenburg-Vorpommern.

## Bredenfelde
Hier sind keine Naturdenkmale bekannt.

## Briggow
| Bild | Nr.        | Bezeichnung                   | Standort                           | Beschreibung | Schutzzweck | Verordnung |
| ---- | ---------- | ----------------------------- | ---------------------------------- | ------------ | ----------- | ---------- |
| BW   | 2343/402-0 | Rotbuche                      | (53° 37′ 12,7″ N, 12° 59′ 12,8″ O) | [ 1 ]        |             |            |
| BW   | 2343/417-0 | Linde, Eiche, Platane, Buchen | (53° 37′ 9,5″ N, 12° 59′ 4,6″ O)   | [ 2 ]        |             |            |

## Grammentin
| Bild | Nr.        | Bezeichnung | Standort                           | Beschreibung | Schutzzweck | Verordnung |
| ---- | ---------- | ----------- | ---------------------------------- | ------------ | ----------- | ---------- |
| BW   | 2243/418-0 | Stieleiche  | (53° 46′ 11,6″ N, 12° 54′ 57,6″ O) | [ 3 ]        |             |            |
| BW   | 2243/427-0 | Stieleiche  | (53° 45′ 40,3″ N, 12° 55′ 25,3″ O) | [ 4 ]        |             |            |
| BW   | 2243/423-0 | Stieleiche  | (53° 45′ 26,6″ N, 12° 55′ 0,8″ O)  | [ 5 ]        |             |            |
| BW   | 2243/416-0 | Stieleiche  | (53° 45′ 24,8″ N, 12° 55′ 4,4″ O)  | [ 6 ]        |             |            |

## Gülzow
| Bild | Nr.        | Bezeichnung | Standort                      | Beschreibung | Schutzzweck | Verordnung |
| ---- | ---------- | ----------- | ----------------------------- | ------------ | ----------- | ---------- |
| BW   | 2243/413-0 | Hainbuche   | (53° 42′ 0″ N, 12° 50′ 55″ O) | [ 7 ]        |             |            |

## Ivenack
| Bild                          | Nr.                          | Bezeichnung                      | Standort                           | Beschreibung | Schutzzweck | Verordnung |
| ----------------------------- | ---------------------------- | -------------------------------- | ---------------------------------- | --- | ----------- | ---------- |
| BW                            | 2243/403-0                   | Stieleiche                       | (53° 42′ 58″ N, 12° 59′ 6″ O)      | [ 8 ] |             |            |
| BW                            | 2243/432-0                   | Stieleiche                       | (53° 42′ 58″ N, 12° 57′ 39,2″ O)   | [ 9 ] |             |            |
| BW                            | 2243/407-0                   | Stieleiche                       | (53° 42′ 52,2″ N, 12° 57′ 37,4″ O) | [ 10 ] |             |            |
| BW                            | OpenStreetMap Node 889045283 | Naturdenkmal Pferdekopfeiche     | (53° 42′ 57,6″ N, 12° 57′ 0,7″ O)  | [ 11 ] [ 12 ] |             |            |
| BW                            | 2243/426-0                   | Stieleiche                       | (53° 42′ 43,9″ N, 12° 57′ 20,5″ O) | [ 13 ] |             |            |
| mehr Fotos \| Fotos hochladen | 2243/415-1                   | Ivenacker Eiche 1                | (53° 42′ 58″ N, 12° 57′ 1,1″ O)    | Eine der fünf 800-jährigen Stieleichen. Die Ivenacker Eichen sind die ältesten Bäume Deutschlands. Es sind Stieleichen, die alle noch grün, also fruchttragend sind. Die 2. am Rundweg ab Ivenacker Tor ist die 1000-jährige.; Paulsen, WEB-Seite des Vereins Ivenacker Eichen |             |            |
| BW                            | 2243/409-0                   | Ivenacker (1000-jährige) Eiche 2 | (53° 42′ 57,2″ N, 12° 56′ 57,1″ O) | Diese Stieleiche ist die größte und mit 1000 Jahren auch die älteste der noch vorhanden 6 Eichen. Sie hat in Brusthöhe einen Dm von 3,49 m und ist 35,5 m hoch. Der Stammumfang beträgt 11 m.; Paulsen, WEB-Seite des Vereins Ivenacker Eichen                                 |             |            |
| BW                            | 2243/0CY-0                   | Stieleiche Ivenack               | (53° 42′ 56,2″ N, 12° 56′ 41,6″ O) | Inhaltliche Ersterfassung 06.07.2012, Wolf-Dietrich Paulsen |             |            |
| BW                            | 2243/0D0-0                   | Jost Reinhold Eiche Ivenack      | (53° 42′ 55,8″ N, 12° 56′ 44,2″ O) | [ 17 ] |             |            |
| BW                            | 2243/0CV-0                   | Knusteiche Ivenack               | (53° 42′ 48,6″ N, 12° 56′ 39,5″ O) | Höhe (m) 31; Umfang (m) 8.88 |             |            |
| BW                            | 2243/0CX-0                   | Stieleiche Ivenack               | (53° 42′ 57,2″ N, 12° 56′ 42″ O)   | [ 19 ] |             |            |
| BW                            | 2243/07I-0                   | Eiche                            | (53° 42′ 50″ N, 12° 56′ 39,5″ O)   | [ 20 ] |             |            |
| BW                            | 2243/07P-0                   | Eiche am Pavillon Ivenack        | (53° 42′ 44,6″ N, 12° 56′ 35,9″ O) | [ 21 ] |             |            |
| BW                            | 2243/451-0                   | Linden-Ahorn-Stieleichenallee    | (53° 43′ 12,4″ N, 12° 56′ 26,2″ O) | [ 22 ] |             |            |

## Jürgenstorf
| Bild | Nr.        | Bezeichnung   | Standort                                         | Beschreibung | Schutzzweck | Verordnung |
| ---- | ---------- | ------------- | ------------------------------------------------ | ------------ | ----------- | ---------- |
| BW   | 2343/419-0 | 2 Stieleichen | Rottmannshagen (53° 39′ 1,4″ N, 12° 51′ 47,5″ O) | [ 23 ]       |             |            |
| BW   | 2343/416-0 | Stieleiche    | L203 (53° 39′ 23″ N, 12° 53′ 22,6″ O)            | [ 24 ]       |             |            |
| BW   | 2343/420-0 | Stieleiche    | Jürgenstorf (53° 39′ 27,4″ N, 12° 54′ 16,2″ O)   | [ 25 ]       |             |            |
| BW   | 2343/404-0 | Stieleiche    | Krummsee (53° 39′ 1,1″ N, 12° 55′ 48,4″ O)       | [ 26 ]       |             |            |

## Kittendorf
| Bild | Nr.        | Bezeichnung | Standort                                | Beschreibung | Schutzzweck | Verordnung |
| ---- | ---------- | ----------- | --------------------------------------- | ------------ | ----------- | ---------- |
| BW   | 2343/401-0 | Linde       | (53° 37′ 19,9″ N, 12° 54′ 23,8″ O)      | [ 27 ]       |             |            |
| BW   | 2343/418-0 | Stieleiche  | B194 (53° 36′ 58,7″ N, 12° 53′ 41,6″ O) | [ 28 ]       |             |            |

## Knorrendorf
Hier sind keine Naturdenkmale bekannt.

## Mölln
| Bild | Nr.        | Bezeichnung               | Standort                                 | Beschreibung | Schutzzweck | Verordnung |
| ---- | ---------- | ------------------------- | ---------------------------------------- | ------------ | ----------- | ---------- |
| BW   | 2444/401-0 | Stieleiche                | (53° 32′ 52,8″ N, 12° 4′ 12,4″ O)        | [ 29 ]       |             |            |
| BW   | 2444/402-0 | Stieleiche                | (53° 33′ 13,7″ N, 12° 4′ 11,3″ O)        | [ 30 ]       |             |            |
| BW   | 2444/405-0 | Pyramideneiche            | Wrodow (53° 33′ 47,5″ N, 12° 4′ 31,4″ O) | [ 31 ]       |             |            |
| BW   | 2444/403-0 | Feldulme und Silberpappel | Wrodow (53° 33′ 47,5″ N, 12° 4′ 28,6″ O) | [ 32 ]       |             |            |
| BW   | 2444/404-0 | Feldulme                  | (53° 34′ 44″ N, 12° 5′ 13,2″ O)          | [ 33 ]       |             |            |

## Ritzerow
Hier sind keine Naturdenkmale bekannt.

## Rosenow
| Bild | Nr.        | Bezeichnung                  | Standort                                   | Beschreibung | Schutzzweck | Verordnung |
| ---- | ---------- | ---------------------------- | ------------------------------------------ | ------------ | ----------- | ---------- |
| BW   | 2443/403-0 | Stieleiche                   | (53° 34′ 55,6″ N, 12° 57′ 55,8″ O)         | [ 34 ]       |             |            |
| BW   | 2443/407-0 | Stieleiche                   | (53° 34′ 44,8″ N, 12° 58′ 50,2″ O)         | [ 35 ]       |             |            |
| BW   | 2343/423-0 | Linde                        | (53° 36′ 15,8″ N, 12° 59′ 38,4″ O)         | [ 36 ]       |             |            |
| BW   | 2444/414-0 | Stieleiche                   | Schwandt (53° 35′ 40,2″ N, 13° 1′ 35,8″ O) | [ 37 ]       |             |            |
| BW   | 2444/417-0 | Stieleiche und zwei Platanen | Schwandt (53° 35′ 35,2″ N, 13° 1′ 35,8″ O) | [ 38 ]       |             |            |
| BW   | 2444/406-0 | Stieleiche                   | (53° 35′ 33,7″ N, 13° 1′ 55,6″ O)          | [ 39 ]       |             |            |
| BW   | 2444/04Y-0 | Eiche                        | (53° 35′ 33″ N, 13° 1′ 58,8″ O)            | [ 40 ]       |             |            |

## Stavenhagen
| Bild | Nr.        | Bezeichnung                   | Standort                           | Beschreibung                                                              | Schutzzweck | Verordnung |
| ---- | ---------- | ----------------------------- | ---------------------------------- | ------------------------------------------------------------------------- | ----------- | ---------- |
| BW   | 2243/419-0 | Stieleiche                    | (53° 42′ 48,6″ N, 12° 51′ 27,7″ O) | [ 41 ]                                                                    |             |            |
| BW   | 2343/408-0 | Kastanie                      | (53° 40′ 14,9″ N, 12° 53′ 10,7″ O) | [ 42 ]                                                                    |             |            |
| BW   | 2243/431-0 | 3 Linden                      | (53° 41′ 57,1″ N, 12° 54′ 2,2″ O)  | [ 43 ]                                                                    |             |            |
| BW   | 2243/428-0 | 2 Stieleichen                 | (53° 43′ 34,7″ N, 12° 55′ 8,4″ O)  | [ 44 ]                                                                    |             |            |
| BW   | 2343/407-0 | Stieleiche                    | (53° 41′ 44,2″ N, 12° 54′ 38,5″ O) | [ 45 ]                                                                    |             |            |
| BW   | 2343/403-0 | Stieleiche                    | (53° 41′ 40,2″ N, 12° 54′ 37,1″ O) | [ 46 ]                                                                    |             |            |
| BW   | 2343/4I3-1 | Reutereiche Stavenhagen       | (53° 41′ 23,3″ N, 12° 55′ 2,6″ O)  | Gedenkbaum, Karte MTB 1880; Inhaltliche Ersterfassung 26.11.2005, Paulsen |             |            |
| BW   | 2243/414-0 | Stieleiche                    | (53° 42′ 8,3″ N, 12° 55′ 29,3″ O)  | [ 48 ]                                                                    |             |            |
| BW   | 2243/451-0 | Linden-Ahorn-Stieleichenallee | (53° 43′ 12,4″ N, 12° 56′ 26,2″ O) | Vgl. hier: Gemeinde Ivenack                                               |             |            |

## Zettemin
| Bild | Nr.        | Bezeichnung              | Standort                           | Beschreibung | Schutzzweck | Verordnung |
| ---- | ---------- | ------------------------ | ---------------------------------- | ------------ | ----------- | ---------- |
| BW   | 2342/422-0 | Stieleiche               | (53° 39′ 29,5″ N, 12° 49′ 21″ O)   | [ 50 ]       |             |            |
| BW   | 2343/422-0 | Linden- und Eichengruppe | (53° 38′ 53,2″ N, 12° 49′ 59,5″ O) | [ 51 ]       |             |            |
| BW   | 2342/428-0 | 3 Stieleichen            | (53° 38′ 31,2″ N, 12° 48′ 55,4″ O) | [ 52 ]       |             |            |
| BW   | 2342/411-0 | 2 Stieleichen            | (53° 37′ 58,8″ N, 12° 48′ 51,1″ O) | [ 53 ]       |             |            |
| BW   | 2342/405-0 | Stieleiche               | (53° 37′ 47,6″ N, 12° 49′ 39,4″ O) | [ 54 ]       |             |            |